# AIX Connect
AIX Connect (previamente AirAsia India) es una aerolínea que opera vuelos de cabotaje en la India y Pakistan. Es propiedad del grupo malasio AirAsia Berhad y de los grupos indios Tata Sons y Telestra Tradeplace. AirAsia es la primera aerolínea extranjera en operar una filial en la India. AirAsia India tiene su sede en Chennai y su aeropuerto principal en Bengaluru. Inició operaciones el 12 de junio de 2014.

## Historia
Desde octubre de 2012 AirAsia tenía interés en operar una filial en la India. En febrero de 2013 el grupo expresó su interés al Consejo de Promoción de Inversión Extranjera (FIPB). Un mes más tarde el FIPB le permitió alquilar aviones y transportar carga. AirAsia recibió permiso para transportar a pasajeros el 6 de marzo. El grupo oficialmente estableció su aerolínea el 28 de marzo de 2013, como AirAsia (India) Pvt. Ltd.
A principios de mayo de 2014, la Dirección General de Aviación Civil (DGCA) concedió a AirAsia India su Certificado de Operador Aéreo. Su primer vuelo salió de Bengaluru para Goa el 12 de junio de 2014.
En junio de 2015, la aerolínea abrió otro centro de conexión en Delhi para ampliar sus operaciones en la India del Norte.
En agosto de 2015, Tata Sons aumentó su participación en AirAsia India a 40,06% y podría aumentarla a 48%.

## Flota
La flota de la aerolínea está compuesta de los siguientes aviones, con una edad media de 13.5 años (marzo de 2024).